# Niceville (film)
Niceville (originaltitel: The Help) er en amerikansk dramafilm instrueret af Tate Taylor. Filmen er baseret på romanen af samme navn af Kathryn Stockett. Den handler om en ung hvid kvinde, Eugenia "Skeeter" Phelan, og hendes arbejde med at skrive en bog om de sorte tjenestepigers arbejdsforhold i starten af 1960'erne.
Filmen foregår i Jackson, Mississippi, og har Emma Stone, Viola Davis, Octavia Spencer, Jessica Chastain, Bryce Dallas Howard, Sissy Spacek, Mike Vogel, Mary Steenburgen og Allison Janney på rollelisten. Filmen blev produceret af DreamWorks Pictures og distribueret af Touchstone Pictures. Niceville fik gode anmeldelser, og blev en stor biografsucces med en bruttoindtjening på $206,7 mio. Filmen modtog 4 nomineringer ved Oscaruddelingen 2012 og Octavia Spencer vandt en Oscar for bedste kvindelige birolle for sin rolle som Minny Jackson. Filmen vandt en Screen Actors Guild Award for bedste filmcast.

## Produktion
Variety offentliggjorde i 2009, at Chris Columbus, Michael Barnathan og Mark Radcliffe ville producere en filmatisering af romanen Niceville. Filmen var skrevet og instrueret af Stocketts bardomsven, Tate Taylor, der havde fået filmrettighederne inden bogen blev udgivet.
De første nyheder om rollebesætningen kom i marts 2010, hvor det blev offentliggjort, at Emma Stone havde fået rollen som "Skeeter". Indspilningen af filmen startede i juli 2010 og blev færdig i oktober. Byen Greenwood i Mississippi blev valgt til at portrættere Jackson i 1960'erne. Nogle af filmens scener er indspillet i Jackson og andre steder i området omkring byen.

## Modtagelse
Niceville havde premiere i USA 13. august 2011. På premieredagen solgte filmen billetter for $5,5 mill.
Filmen modtog gode anmeldelser i både USA og Danmark. Tom Long fra The Detroit News sagde om filmen at den er "Tiltalende, underholdende, rørende og måske endda en smule helbredende". Connie Ogle fra The Miami Herald gav filmen 3 ud af 4 stjerner, og sagde at den "vil få dig til at grine, ja, men den kan også knuse dit hjerte" MetroXpress gav filmen 4 ud af 6 stjerner og sagde at "Taylor og hans vittige adoptering viser tænder ind imellem de hjertelige grin, og herved når hans morsomme film også at gøre indtryk flere gange, og budskabet er bestemt ikke uvæsentligt eller irrelevant".
Karina Longworth fra Village Voice sagde om filmen at: "Vi får en ret typisk Hollywoodudfladning af historien, med kraftige skurke og umyndiggjort helte". Rick Cohen fra The Globe and Mail gav filme 2 ud af 4 stjerner, og sagde at "Normalt er denne type film en alvorlig tåreperser med øjeblikke af munterhed. I stedet har vi her en støjende ribbenskilder (rib-tickler, som lejlighedsvis holder en pause for et lille dramatisk relief". New York Times kaldte filmen "en gammeldags plade honningglaseret sentimentalt bras". Politiken sagde "Filmen er ikke just uforudsigelig, og så dyrker den desværre de stereotyper, den på sin vis er en advarsel imod", men gav dog alligevel filmen 4 ud af 6 stjerner fordi "Emma Stone og Viola Davis med solidt spil i birollerne er et så sejt og spillevende team, at man lever med det og hygger sig med deres medrivende oprør".
Nogle af de negative anmeldelser kritiserede at filmen ikke kunne matche romanens storhed. Chris Hewitt fra St. Paul Pioneer Press sage at "nogle filmatiseringer finder en frisk, filmisk måde at formidler en bogs ånd på, men det gør Niceville ikke." Dagbladet Information sagde at filmen "kunne være mere originalt og knap så forudsigeligt skruet sammen."

## Eksterne Henvisninger
- Officiel hjemmeside Arkiveret 1. marts 2012 hos  Wayback Machine
- Niceville på Internet Movie Database (engelsk)
- Niceville på Filmdatabasen
- Niceville på Scope
- Niceville i Svensk Filmdatabas (svensk)
- Niceville på AlloCiné (fransk)
- Niceville på MovieMeter (nederlandsk)
- Niceville på AllMovie (engelsk)
- Niceville hos American Film Institute (engelsk)
- Nicevilles profil hos Encyclopædia Britannica Online (engelsk)
- Niceville på The Movie Database (engelsk)